# Cortado

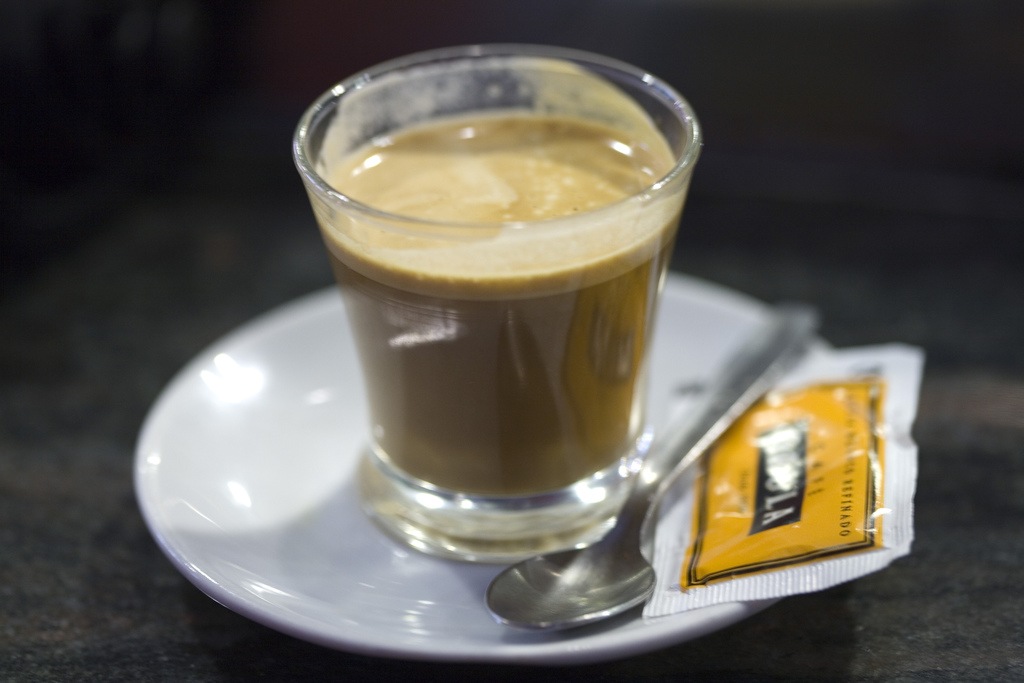
Een cortado

Een cortado is een espressovariant waaraan een hoeveelheid warme melk wordt toegevoegd om deze minder bitter te maken. De cortado wordt vooral in Spanje, Portugal en Cuba gedronken. Het is de bedoeling dat de drank voor tussen de 30 en 50% uit warme melk bestaat. Als een klein laagje cappuccinoschuim wordt toegevoegd spreek je van een leche y leche.
De cortado staat onder verschillende namen bekend. Zo wordt deze in het Catalaans tallat genoemd, in het Baskisch ebaki, in het Portugees pingo of garoto en in het Frans noisette. Op Cuba noemen ze het een cortadito.
De cortado is nauw verwant met caffè macchiato, dat alleen schuim bevat en 
caffè latte of Café au lait, waarin doorgaans meer melk zit. Voor koffie verkeerd, dat evenveel melk als koffie bevat, wordt geen espresso gebruikt maar reguliere koffie.